# 中濃

地図上青色の地域が中濃（濃色が市部、淡色が郡部）

中濃（ちゅうのう）は、岐阜県中南部（美濃国中部）の地域の総称である。
同じ岐阜県の地域名である西濃や東濃等と比べて、その地域の範囲は不明瞭な点があるが、ここでは美濃国を4分割した場合を示す。他の分割の例は、西濃を参照のこと。

## 地域
関市、美濃市、美濃加茂市、可児市、郡上市の5市と、加茂郡（坂祝町、富加町、川辺町、七宗町、八百津町、白川町、東白川村）、可児郡（御嵩町）の2郡7町1村で構成されている。場合によっては下呂市も含まれることがある。
郡上市が「北濃」として区分されることがある。県内では奥美濃と呼ばれることも多い。
南西部に平野が広がるが、他は山間部である。
大きく川の流域で分かれ、長良川沿いの関市、美濃市、郡上市。木曽川の南岸の可児市、可児郡。木曽川北岸及び飛騨川沿いの美濃加茂市、加茂郡となる。
可児市、可児郡、美濃加茂市、加茂郡を可茂地区と呼ぶ場合も多い。また、岐阜県立高校の全日制普通科の学区撤廃前、可茂地区を除く地域は「美濃学区」とされた。
気候は、大部分は太平洋側気候だが、一部地域は日本海側気候または中央高地式気候で、全域で内陸性気候を併せ持つ。地域によっては豪雪地帯もある。
- 岐阜新聞では、可児市と可児郡の地域の記事は、東濃地域版と中濃地域版の両方に同じ物が記載されている。可児市にある可児支局の連絡先は、東濃地域版、中濃地域版どちらにも記載されている。

## 人口
人口351,329人、面積2,454.26km²、人口密度143人/km²。（2025年2月1日、推計人口）。関市と可児市がそれぞれ約10万人。

## 産業
農業
平野部は田園地帯が多いが、山間部は林業が多い。美濃加茂市の梨、葡萄、柿や、関市（旧洞戸村）のキウィフルーツ等、果実栽培も盛ん。
伝統産業
関市の刃物。美濃市の和紙。郡上市の郡上本染。
工業
関市、美濃加茂市、可児市にて製造業が盛ん。

## 交通

### 道路
高速道路
東海北陸自動車道、東海環状自動車道
国道
国道21号、国道41号、国道156号、国道158号、国道248号、国道256号、国道418号、国道472号

### バス
- 岐阜バス（主に関市、美濃市）
- 東鉄バス（主に美濃加茂市、可児市、可児郡、加茂郡南部）
- 濃飛バス（主に加茂郡北部）

### 鉄道
- JR高山本線、太多線
- 名古屋鉄道広見線
- 長良川鉄道越美南線

かつては、名古屋鉄道美濃町線、八百津線があったが、廃止されている。

## 平成の大合併の影響
当初の合併協議会では、郡上郡、関市+美濃市+武儀郡、美濃加茂市+加茂郡、可児市+可児郡の3つの枠組みで行われていた。
しかし、武儀郡武芸川町は一時岐阜市との合併を目指し、可児市と御嵩町は公有地の扱い方で対立が表面化し、美濃加茂市が広域合併に否定的であった等、問題点が多かった。
結局、合併を実現したのは、郡上市（郡上郡）、関市（関市+武儀郡）、可児市（可児市+可児郡兼山町）の3つのみである。